# صحيفة الوحدة (الإمارات)
الوحدة  هي صحيفة يومية عربية تصدر في أبو ظبي، بالإمارات العربية المتحدة . تأسست الصحيفة في عام 1973، وهي واحدة من أقدم المنشورات في البلاد، ومؤيدة للحكومة.

## التاريخ والملف الشخصي
تأسست صحيفة الوحدة على يد راشد القبيسي كصحيفة يومية مكونة من 12 صفحة، وظهر العدد الأول منها في 5 آب 1973. اعتبارًا من عام 2013 أصبح القبيسي أيضًا مالكًا ومحررًا للصحيفة. الناشر لهذه الصحيفة هو دار الوحدة للصحافة. يقع المقر الرئيس للصحيفة في أبو ظبي.
تتمتع جريدة الوحدة بموقف مؤيد للحكومة وهي مدعومة من الحكومة الإماراتية. تتكون الصحيفة من 20 صفحة وتقدم الأخبار السياسية والأخبار المحلية والأخبار الاقتصادية والرياضية والدين والثقافة. كان توزيعها المقدر في عام 2003 حوالي 20 ألف نسخة.

## روابط خارجية
- الموقع الرسمي